# Pianale ribassato

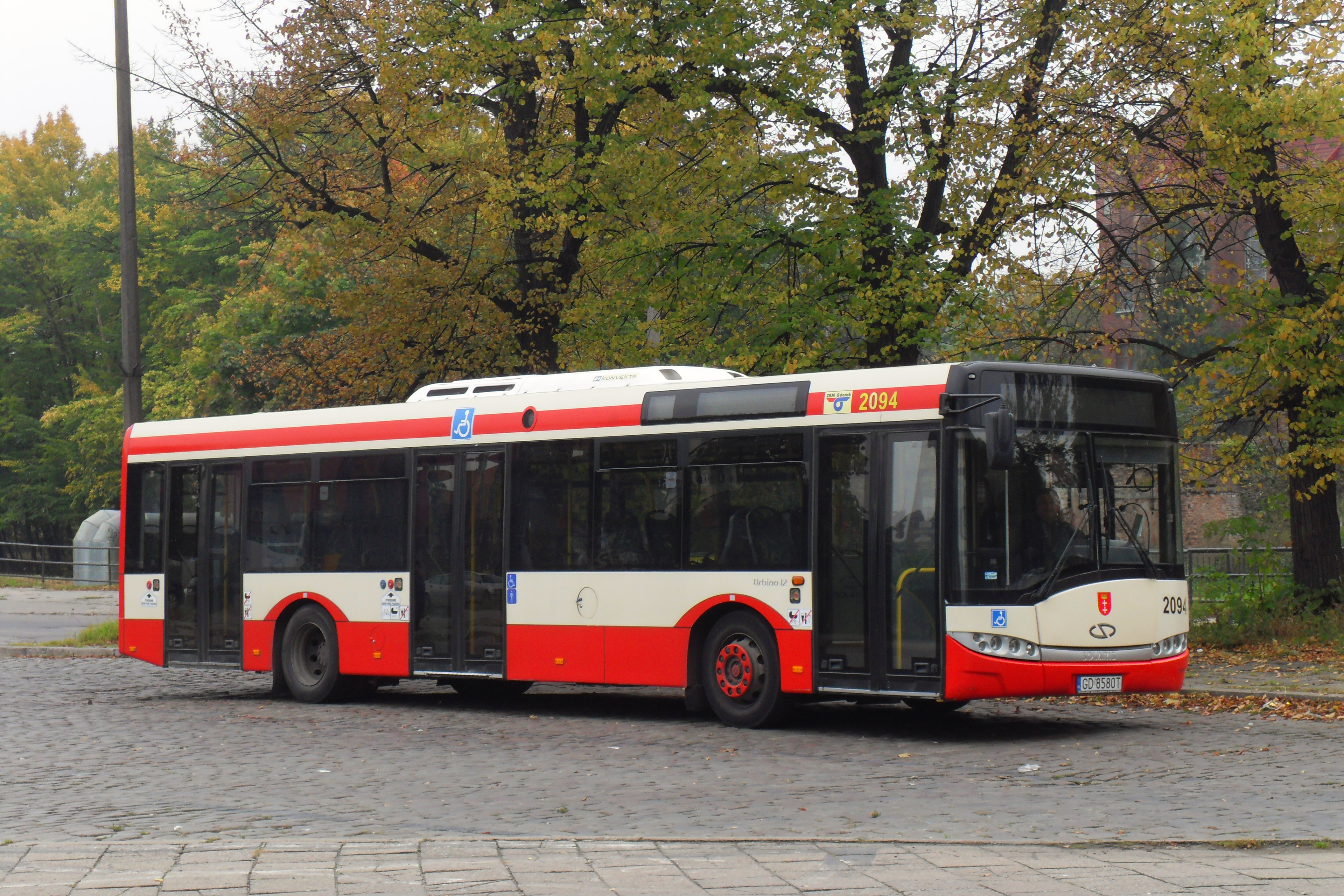
Autobus Solaris Urbino a pianale ribassato

Il pianale ribassato è una caratteristica tecnica adottata su molti mezzi di trasporto pubblico di concezione moderna, quali autobus, treni e tram, che consiste nell'assenza di gradini tra le porte d'accesso ed il piano di calpestio del mezzo, permettendo un accesso più agevole e rapido dei viaggiatori, in particolare delle persone a ridotta mobilità.

## Tecnica
La costruzione a pianale ribassato riduce lo spazio disponibile per i moduli di trazione, obbligando quindi all'utilizzo di equipaggiamenti compatti; una soluzione è rappresentata dal posizionamento verticale del motore sulla parete posteriore anziché orizzontale sotto il piano di calpestio. Altre disposizioni della meccanica prevedono il motore posteriore trasversale e la trasmissione con rinvio angolare, oppure il motore ed il cambio longitudinali in linea ma disassati e posti sul lato sinistro.
I rotabili snodati, attrezzati per lo più con carrelli Jakobs, hanno richiesto l'uso di nuove tecniche per il montaggio delle ruote e degli assi. Per abbassare il piano di carico, in alcuni casi, le parti elettriche sono state disposte sull'imperiale del veicolo anziché sotto il piano di calpestio, ridisegnando la struttura complessiva della carrozzeria del veicolo.

## Storia ed evoluzione

### Autobus
Fino agli anni '80 il concetto di pianale ribassato su autobus si era visto soltanto in alcuni particolari casi (come il Fiat 412 Aerfer o il Viberti CV61), mai sfociati in produzioni su larga scala. Alla fine degli anni '80 venne emanata la direttiva tedesca VOV III che poneva le basi per la realizzazione di autobus facilmente accessibili, aventi il piano di calpestio a 350 mm dal suolo su circa 2/3 della lunghezza del mezzo.
A partire da questa direttiva, vennero realizzati i modelli MAN NL202, Mercedes O405N e BredaMenarini 221. Tutti questi mezzi avevano il pianale a 350 mm sugli accessi anteriore e centrale; a partire dalla successiva generazione di veicoli (MAN Lion's City, Mercedes Citaro, BredaMenarini 240) venne eliminato anche il gradino sulla porta posteriore, grazie allo spostamento sul retro o sul lato sinistro del motore.

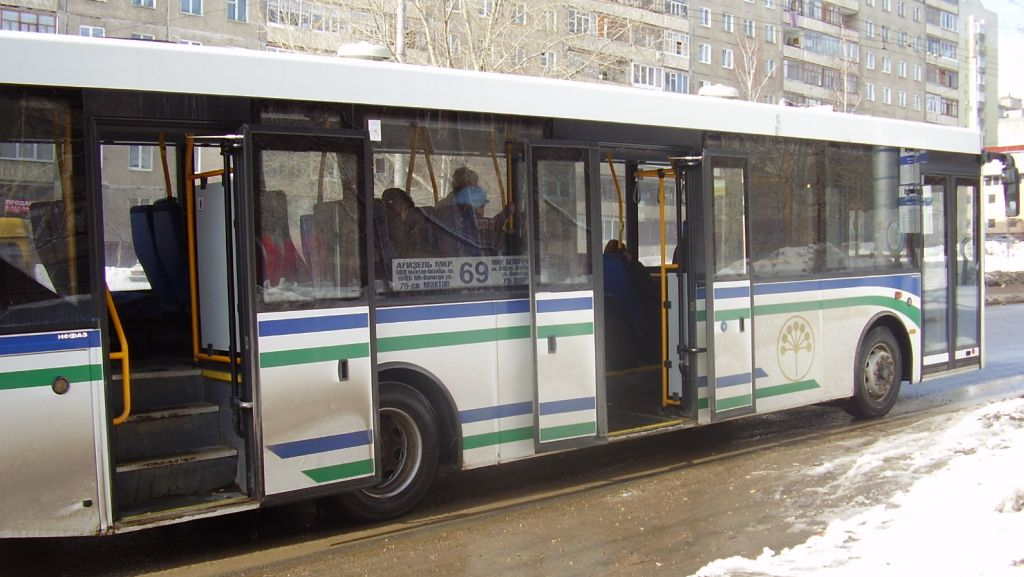
Autobus semiribassato o low entry: si noti l'assenza dei gradini sui soli accessi anteriore e centrale

Sebbene oggi il pianale ribassato sia diventato un fattore comune di tutti gli autobus urbani, è poco presente sui mezzi extraurbani, studiati per percorsi più lunghi e con esigenze diverse (es. la presenza del bagagliaio, assente sui mezzi ribassati). Negli ultimi anni è andata diffondendosi una categoria di autobus, detti low entry, che presentano il pianale ribassato solo in corrispondenza degli ingressi, coniugando così la comodità di un autobus interurbano rialzato con la facilità di accesso data dal pianale ribassato.

### Tram

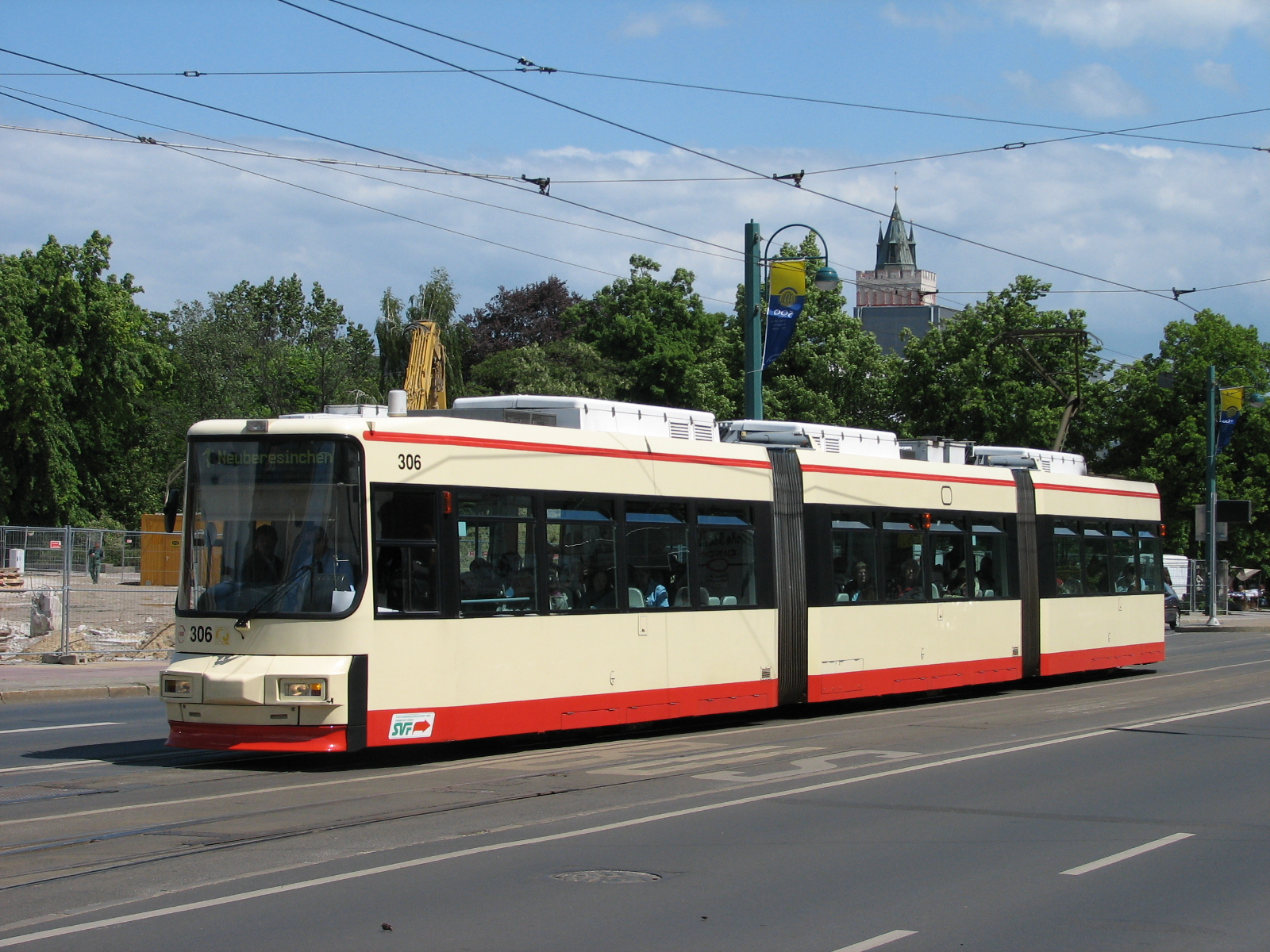
Moderno tram a pianale ribassato

I primi tentativi di costruire rotabili tranviari a pianale ribassato furono eseguiti in Germania dalla Süddeutsche Eisenbahn-Gesellschaft, nel 1926. A partire dal 1930 fu impiegato, come consulente presso la SEG, l'ingegnere ceco Eugen-Widolt de Montrose-Oster che insieme all'azienda Orenstein & Koppel nel 1932 sviluppava la cosiddetta vasca da bagno su ruote. Con questo veicolo furono eseguite prove nella zona urbana di Essen per valutarne l'efficienza. Per far questo i carrelli dei veicoli furono inizialmente lasciati scoperti per poter studiare il comportamento dinamico delle ruote. Nel 1933 fu aggiunta la cassa. Nel giugno del 1934 il vagone fu presentato al pubblico e prestò servizio tra Alfredubad e Horst. Il 5 marzo del 1944 la carrozza fu distrutta da un attacco aereo.
Il primo prototipo di tram con pianale a 350 mm dal piano del ferro fu presentato dalla Breda al Convegno dei Trasporti di Torino del 24/25 febbraio 1978: si trattava di un tram articolato a due casse, privo della giostra Urbinati (fino ad allora impiegata per gli snodi dei tram articolati). Allo stesso convegno fu presentato il "JT3" della SOCIMI di Milano con il pianale addirittura a 300 mm dal suolo. Entrambe le proposte, in netto anticipo sui tempi, non videro mai l'industrializzazione in larga scala. A partire dalla metà degli anni ottanta, è iniziata la produzione in serie di vetture tranviarie ribassate.